# 복수는 나의 것 (2002년 영화)
《복수는 나의 것》은 박찬욱 감독의 영화이다. 나중에 만들어진 《올드보이》, 《친절한 금자씨》와 함께 흔히 '복수 삼부작'이라고 부른다. 송강호, 신하균, 배두나 등이 주연으로 출연하였다. 애초 감독과 캐스팅에 대한 기대로 흥행을 예감했으나, 지나치게 어두운 내용으로 흥행에는 성공하지 못했다.
미국에서는 2005년 8월 19일 타르탄 필름(Tartan films) 배급으로 개봉되었다.

## 줄거리
농아자인 류(신하균)는 신장 병으로 죽어가는 누나에게 맞는 신장을 구하지 못하자 불법 브로커들에게 자신의 신장과 누나의 수술비 천만원을 주고 그 대가로 누나에게 적합한 신장을 구하고자 했지만 사기를 당하고 만다. 그 후 극렬한 무정부주의자인 애인과 함께 누나의 신장이식 수술비를 마련하기 위해 중소기업 사장의 딸을 유괴하고 몸값을 요구하려고 계획을 세운다. 그 둘이 사장과 아이를 미행하던중 회사의 또 다른 해고자가 사장 앞에서 자해 시위를 하는 것을 보게 되고 회사의 해고자인 류(신하균)는 사장의 딸을 유괴하면 원한을 산 사람이 용의자 1순위가 될 것이라고 생각하고 운전자이자 이사인 동진(송강호)의 딸을 유괴한다. 사장의 운전자이자 이사인 동진(송강호)은 경찰에게 알리지 않고, 딸을 구하기 위해 몸값을 지불한다. 신하균과 영미(배두나)가 몸값을 받기 위해 동진(송강호)에게 범행을 저지르는 동안 류(신하균)의 누나는 빨래를 하다가 류(신하균)의 바지 주머니에서 퇴직금 정산서를 보게 된다. 자신의 수술비를 마련하기 위해 동생이 아이를 유괴했다는 것을 알게 된 류(신하균)의 누나는 자살하고 만다. 그 사실을 모르고 돈가방을 들고 집으로 돌아간 류(신하균)는 아이에게서 누나의 유언장을 받게 되고 욕실에서 누나의 사체를 발견한다. 누나의 유언대로 어릴적 자주 놀던 강가에 묻어주기 위해 간 곳에서 동진(송강호)의 딸은 사고로 익사하게 되었다. 딸이 주검으로 발견되었다는 소식을 들은 동진(송강호)은 복수심에 불타게 되고 경찰에게 돈을 쥐어주고 류(신하균)의 소재를 찾게 된다. 류(신하균)가 자신을 속였던 신장 불법 브로커들에게 복수하기 위해 떠난 사이 동진(송강호)은 류(신하균) 애인 영미(배두나)의 집으로 가서 전기고문으로 사망하게 만든다. 류(신하균)가 불법 브로커를 모두 죽인후 영미(배두나)의 집으로 간다. 하지만 곧 애인이 사망했다는 사실을 안 류(신하균)는 다시 복수하기 위해서 동진(송강호)을 찾아가지만, 오히려 역으로 당하고 만다. 그는 자신의 딸이 죽은 곳(즉, 류의 누나가 묻힌 곳)으로 데려가 류(신하균)의 목숨을 끊음으로써 복수를 완수한다. 그러나 동진(송강호)은 그곳에서 영미(배두나)가 소속되어있던 극렬 사회주의 단체의 복수에 의해 마찬가지로 죽음을 맞이하고 만다.

## 출연

### 주연
- 송강호 - 동진 역
- 신하균 - 류 역
- 배두나 - 영미 역

### 조연
- 임지은 - 류의 누나 역
- 한보배 - 유선 역
- 이대연 - 최 반장 역
- 기주봉 - 팽 기사 역
- 김세동 - 사장 역
- 이윤미 - 장기밀거래 보스 역
- 류승범 - 뇌성마비 청년 역
- 지대한 - 지 형사 역
- 허종수 - 허 형사 역

## 기타
- 프로듀서: 이재순
- 프로듀서: 손세훈
- 제작투자: 이강복
- 조명: 박현원
- 연출부: 정식
- 연출부: 이계벽
- 연출부: 한장혁
- 스크립터: 김나성
- 조감독: 이소영
- 동시녹음: 이승철
- 음향: 김석원
- 붐어시스턴트: 이은주
- 미술: 오상만
- 미술: 오재원
- 미술: 최정화
- 소품: 장석만
- 특수분장: 신재호
- 분장: 송종희
- 의상: 신승희
- 현장편집: 정상용
- 스토리보드: 정상용
- 시각효과부문: 신대용

## 같이 보기
- 복수 삼부작